# 宛如處女 (歌曲)
《宛如處女》（Like a Virgin）是美國女歌手瑪丹娜在1984年11月所發行的單曲，是她第二張專輯《宛如處女》的首支同名主打歌曲，這首單曲在美國告示牌單曲榜獲得6週冠軍，是瑪丹娜首支全美冠軍曲。〈宛如處女〉在推出時受到當時衛道人士不少的抨擊，但這首歌曲的走紅為瑪丹娜的樂壇地位，也為她締造單曲榜連續15首TOP 5的紀錄揭開序幕。〈宛如處女〉也是1980年代西洋流行樂最重要的象徵歌曲之一。

## 歌曲資料

### 單曲簡介
〈宛如處女〉是瑪丹娜1984年第二張專輯《宛如處女》（Like a Virgin）中的首支同名主打歌，這是一首流行舞曲，歌曲由比利·斯坦伯格和汤姆·凯利創作，并由奈尔·罗杰斯製作。斯坦伯格稱歌曲的靈感來源於他的真實情感經歷。華納兄弟唱片的迈克尔·奥斯坦在聽過歌曲的樣本後，將歌曲挑選給了瑪丹娜。然而，罗杰斯認為歌曲的副歌部分不夠好，也不適合瑪丹娜。但副歌卡在罗杰斯的腦海幾天後，他改變了看法，於是他們開始錄製了這首歌曲。

### 商業成績
〈宛如處女〉是瑪丹娜第二張個人專輯《宛如處女》的首發單曲，它也是瑪丹娜的首支全美冠軍單曲，這首單曲在1984年11月17日進入告示牌單曲榜，首周成績第48名，是該周進榜成績最高的，當周瑪丹娜另一首單曲〈幸運之星〉仍停留在第30名。〈宛如處女〉進榜後名次迅速上升，12月22日登上告示牌榜首位置，並蟬連了6週冠軍，美國地區單曲銷售量超過50萬張，成為金唱片。〈宛如處女〉在1985年告示牌年終單曲榜中位居第2名，第1名則是由來自英國的轟！合唱團（Wham!）以經典情歌〈無心的呢喃〉拿下。〈宛如處女〉除了在單曲榜奪冠之外，它在舞曲榜亦獲得4週冠軍，這是瑪丹娜第二次在該榜拿下第1。
除了美國之外，〈宛如處女〉在澳洲和加拿大等國家的單曲榜都獲得冠軍，在英國單曲榜則獲得第3名。

### 獎項評價紀錄
- 2000年《滾石雜誌》（Rolling Stone）與《MTV》遴選「最偉大的100首流行歌曲」第4名
- 2008年《告示牌雜誌》（Billboard）"Billboard 50th Anniversary"「All-Time Hot 100 Top Songs」第95名[1]
- 2010年《告示牌雜誌》（Billboard）遴選「史上最性感的50首單曲」（Billboard's Top Ten Sexiest Songs Of All Time）第8名

### 收錄專輯
〈宛如處女〉最早收錄於瑪丹娜在1984年發行的第二張同名專輯《宛如處女》（Like a Virgin）中，亦收錄於1990年發行的《無暇精選輯》（The Immaculate Collection）中。而後於2009年發行的第四張精選輯《娜經典》（Celebration）亦有收錄。

## 現場表演

### 樂壇影響
〈宛如處女〉這首歌除了是瑪丹娜首支全美冠軍單曲外，它在瑪丹娜的歌唱生涯中也佔著重要的地位。在1984年舉辦的首屆MTV音樂錄影帶大獎典禮上，才剛走紅的瑪丹娜也受邀在節目上演出。由於當時的民風思想較為保守，「Virgin」一詞在那個守舊的年代還是個禁忌用語，因此經紀人希望瑪丹娜能挑選如〈幸運之星〉等其他在榜的歌曲。但是瑪丹娜不顧反對，仍執意上台唱了〈宛如處女〉，她穿著新娘禮服頭戴白紗出場，唱到一半她摘下頭上的白紗放下長髮，最後不但躺在舞台上翻滾，還做出極具性暗示的動作，令現場來賓觀眾瞠目結舌。果不其然，瑪丹娜這個演出惹惱了衛道人士，對她展開猛烈的批評砲轟，在當時引發了軒然大波。但也因這場演出，讓她在同年11月發行的專輯和同名單曲〈宛如處女〉，一推出即雙雙直奔冠軍寶座。
瑪丹娜備受爭議的行事作風，大膽開放的歌曲挑戰了當代世俗眼光，她也因此一炮而紅，她的名字由全美國傳到全世界。日後回顧瑪丹娜這場驚世駭俗的表演，成為MTV歷史上25個經典時刻之一。2003年，MTV音樂台為了表彰瑪丹娜的成就，特地找來了布蘭妮·斯皮爾斯和克莉絲汀·阿奎萊拉，連同嘻哈天后蜜西·艾莉特與瑪丹娜本人一起演出〈Like A Virgin / Hollywood〉組曲，不僅開場仿製了她1984年演出的場景和橋段，中間還穿插了女女接吻秀，該次演出再度造成了轟動。

### 世界巡迴演唱會
瑪丹娜自1985年首次巡迴演唱會「The Virgin Tour」開始，〈宛如處女〉幾乎就成了瑪丹娜每次演唱會的固定曲目，而且她經常將這首歌曲改編成各式各樣的曲風。

## 引用資料
1. ↑  .   [2014-11-22]. （原始内容存档于2014-09-07）.
2. ↑  .   [2016-07-07]. （原始内容存档于2015-07-07）.
3. ↑  .   [2016-07-07]. （原始内容存档于2015-04-19）.
4. ↑  .   [2014-11-12]. （原始内容存档于2014-11-12）.
5. ↑  .   [2014-11-12]. （原始内容存档于2014-11-12）.